# Lans Bovenberg
Arij Lans Bovenberg (Oosterbeek, 15 juni 1958) is een Nederlandse econoom.

## Opleiding
Bovenberg groeide op in zijn geboorteplaats Oosterbeek. Van 1976 tot 1981 studeerde hij econometrie aan de Erasmus Universiteit Rotterdam. Van 1981 tot 1984 studeerde hij aan de Amerikaanse Universiteit van Californië - Berkeley. Hij promoveerde daar eind 1984 tot PhD in de economie op het proefschrift Capital Accumulation and Capital Immobility: Q-theory in a Dynamic General Equilibrium Framework.

## Werkzaamheden
Na zijn afstuderen was hij in de VS een tijdlang verbonden aan de Universiteit van Californië - Berkeley en werkzaam bij het IMF. In 1990 keerde hij terug naar Nederland en werd hoogleraar economie aan de Universiteit van Tilburg en wetenschappelijk directeur van het onderzoeksinstituut Netspar.
Bovenberg wordt gezien als een van de meest toonaangevende Nederlandse economen van dit moment en is onafhankelijk lid van de SER-commissies Sociaal-Economisch Beleid en Levensloopbeleid. Mede hierdoor riep HP/De Tijd hem in 2007 uit tot een van de honderd meest invloedrijke Nederlanders. In 2003 won hij de prestigieuze Spinozapremie.
Bovenberg is van mening dat mensen ertoe moeten worden aangezet om hun capaciteiten te benutten en behalve rechten ook plichten hebben en derhalve ook op hogere leeftijd nog een belangrijke bijdrage kunnen leveren aan onze samenleving. Hij wordt wel als een CDA-ideoloog beschouwd maar relativeert dit in zekere mate door te verklaren dat hij in bepaalde opzichten er (gedeeltelijk) andere denkbeelden op nahoudt.

## Persoonlijk
Lans Bovenberg is getrouwd en vader van twee kinderen. Hij was oorspronkelijk lid van de Gereformeerde Kerken in Nederland. Tijdens zijn verblijf in de Verenigde Staten maakte hij dankzij ontmoetingen met Amerikaanse christenen een verdieping in zijn christelijke geloofsovertuiging door. Teruggekomen in Nederland sloot hij zich aan bij de pinksterbeweging.
Hij is lid van de charismatische Evangelische Kerk Jefta in Breda; deze maakt deel uit van het pinksterkerkgenootschap Rafaël Nederland. Tweemaal per jaar preekt hij in zijn kerkelijke gemeente.